# دان فورست (ملحن)
دان فورست (بالإنجليزية: Dan Forrest, Jr.)‏ هو ملحن وعازف بيانو أمريكي، ولد في 7 يناير 1978 في إلميرا في الولايات المتحدة.

## وصلات خارجية
- دان فورست على موقع ميوزك برينز (الإنجليزية)
- دان فورست على موقع ديسكوغز (الإنجليزية)